# Östra Vemmenhög
Östra Vemmenhög är kyrkby i Östra Vemmenhögs socken på Söderslätt i Skurups kommun i Skåne belägen söder om Skurup.
Här ligger Östra Vemmenhögs kyrka. 

## Personer från orten
Professorn i psykologi och pedagogik Axel Herrlin kom från Östra Vemmenhög.